# Viktor Rud
Viktor Rud (ukrainisch Віктор Рудь; * 1981 in Kiew, Ukrainische SSR) ist ein ukrainischer Opernsänger (Bariton). Er ist seit 2009 an der Hamburgischen Staatsoper engagiert.

## Leben
Viktor Rud begann 1996 ein Musikstudium zum Dirigenten an der Ukrainischen Nationalakademie für Musik, das er 2001 erfolgreich abschloss. Von 1999 bis 2002 arbeitete er als Dirigent und Chorleiter des Studentenchores der Nationalen Technischen Universität in Kiew. 2002 begann er ein Postgraduierten-Gesangsstudium an der Royal Academy of Music in London, wo er von Mark Wildman und Audrey Hyland unterrichtet wurde und 2004 im Opernstudio verpflichtet wurde. Von 2007 bis 2009 war er Mitglied des Opernstudios an der Berliner Staatsoper. Seit der Spielzeit 2009/10 ist Viktor Rud festes Mitglied des Ensembles der Hamburgischen Staatsoper.
Viktor Ruds Vater ist Biologe und lebt in Kiew, seine verstorbene Mutter war Ärztin.